# Shivers 2: Harvest of Souls
Shivers 2: Harvest of Souls è un'avventura grafica sviluppata e pubblicata dalla Sierra On-Line nel 1997. Il videogioco venne sviluppato per Microsoft Windows e l'ambientazione è prettamente horror. Il videogioco è il seguito di Shivers.